# Carme III
Il Carme III di Catullo, noto come La morte del passero o Morte del passerotto, è il terzo carme del liber catulliano.
Questo carme è legato al precedente: mentre nel secondo carme viene presentato il passero di Lesbia, in questo viene trattato il tema della sua morte. È quindi rivolto ad un più ristretto pubblico di lettori, ovvero coloro che erano già a conoscenza del carme precedente.
Il carme esprime un invito al pianto (v.1 Lugete, o Veneres Cupidinesque: Piangete, o Veneri e Amori...) per la morte del passero di Lesbia, amata di Catullo, disperata appunto per la sua perdita. È evidente l'influenza della poesia dei poetae novi.

## Analisi
Il tono del carme è decisamente solenne e richiama esplicitamente la tradizione epigrammatica alessandrina, che aveva spesso trattato temi come la morte e l'epicedio. Andando ancora più nello specifico, Catullo si ispira ad un motivo noto tra gli alessandrini che consisteva nel creare contrasto tra il linguaggio solenne del threnós, o compendio funebre, (tipo di componimento greco) e la materia trattata: di solito un avvenimento da considerare di poco conto, come la morte di un piccolo animale domestico.
Il componimento segue fedelmente la struttura tipica del compianto funebre: l'invito al pianto rivolto ai "Veneri e Amori" e a tutti gli uomini che hanno cuore gentile, segue l'annuncio della morte del defunto e una sua commemorazione, citando parti della sua vita. A questo viene contrapposta la "nuova vita" che il morto sta per affrontare: le tenebre dell'oltretomba. Il tutto lascia spazio ad una profondissima riflessione del poeta: tutti sono destinati a questo destino. Il passero è a tutti gli effetti aggettivato come un essere umano con teneri diminutivi e vari aggettivi.
Infine il poeta si sfoga contro le "tenebre dell'Orco" ("Malae tenebrae Orci") che "divorano tutte le cose graziose", per colpa loro, infatti gli occhi di Lesbia sono rossi e gonfi per il pianto.

## Testo
Il carme è in endecasillabi faleci 
Et quantum est hominum venustiorum!

Passer mortuus est meae puellae,

Passer, deliciae meae puellae,      

Quem plus illa oculis suis amabat;

Nam mellitus erat, suamque norat

Ipsam tam bene quam puella matrem,

Nec sese a gremio illius movebat,

Sed circumsiliens modo huc modo illuc  
     
Ad solam dominam usque pipiabat.

Qui nunc it per iter tenebricosum

Illuc, unde negant redire quemquam.

At uobis male sit, malae tenebrae

Orci, quae omnia bella deuoratis;      
 
Tam bellum mihi passerem abstulistis.

O factum male! O miselle passer!

Tua nunc opera meae puellae

Flendo turgiduli rubent ocelli.»
e tutti voi uomini raffinati:

il passero della mia fanciulla è morto,

il passero, delizia della mia fanciulla,

che ella amava più dei suoi occhi.

Infatti era delizioso e conosceva la sua

padrona così bene come una fanciulla conosce sua madre,

e non si muoveva dal suo grembo,

ma saltellando ora qua ora lā

pigolava sempre rivolto alla sua sola padrona.

Ora egli va per quel cammino tenebroso

Da cui dicono che non torni nessuno.

Ma sia male a voi, malvagie tenebre

dell'Orco che divorate tutte le cose graziose;

mi avete portato via un passero così grazioso.

O disgrazia! O misero passerino!

Ora per causa tua i dolci occhi della mia fanciulla

sono rossi e un po' gonfi per il pianto.»